# Boiro (Puerto del Son)
Boiro es una aldea del municipio de Puerto del Son, Galicia, España. Pertenece a la parroquia de Miñortos.
En 2022 tenía una población de 115 habitantes (59 hombres y 56 mujeres). Tiene una extensión delimitada de 39.432 m² y la extensión del núcleo tradicional era de 24.867 m². Está situada a 9 km de la cabecera municipal a 22 metros sobre el nivel del mar. Las localidades más cercanas son las aldeas de Telleira y Fieiro, justo en el límite con el municipio de Noya.
Es un asentamiento de origen rural con categoría de aldea según el PGOM de Puerto del Son. Su zona original constituye un núcleo que se sitúa en el margen este de la carretera AC-550 y que se corresponde con la extensión tradicional del lugar. Por otro lado existe una pequeña zona dispersa con edificaciones más recientes a lo largo de la carretera AC-550 y la vía local que desciende hasta la playa de Boa, ya en el municipio de Noya. Esta aldea mantiene cierta continuidad con el núcleo de O Fieiro, con el que está directamente conectado. Tiene 44 residencias unifamiliares y otras 13 edificaciones de otro tipo.

## Demografía
| Gráfica de evolución demográfica de Boiro entre 2000 y 2018 |
|                                                             |
| Población de derecho según el padrón municipal del INE      |

## Galería de imágenes
|                                                     |
| Boiro, fotografiada por un vuelo americano en 1956. |

|                                              |
| Imagen por satélite actual, con sus límites. |